# Иверсен, Рикке
Не следует путать с датской гандболисткой 1993 г.р. en:Rikke Iversen
Ри́кке И́версен (норв. Rikke Iversen; род. 11 августа 1998, Осло) — норвежская кёрлингистка на колясках.
В составе сборной Норвегии серебряный призёр зимних Паралимпийских игр 2018 и чемпион мира 2017. В составе смешанной парной сборной Норвегии бронзовый призёр чемпионата мира 2022.

## Достижения
- Зимние Паралимпийские игры: серебро (2018).
- Чемпионат мира по кёрлингу на колясках: золото (2017).
- Чемпионат мира по кёрлингу на колясках среди смешанных пар: бронза (2022).

## Команды
| Сезон                                                                      | Четвёртый       | Третий               | Второй               | Первый        | Запасной                            | Турниры                                    |
| -------------------------------------------------------------------------- | --------------- | -------------------- | -------------------- | ------------- | ----------------------------------- | ------------------------------------------ |
| 2016—17                                                                    | Руне Лорентсен  | Йостен Стордаль      | Оле Фредрик Сиверсен | Сиссель Локен | Рикке Иверсен тренер: Петер Дальман | ЧМК 2017                                   |
| 2017—18                                                                    | Руне Лорентсен  | Йостен Стордаль      | Оле Фредрик Сиверсен | Сиссель Локен | Рикке Иверсен тренер: Петер Дальман | ЗПИ 2018                                   |
| 2018—19                                                                    | Руне Лорентсен  | Йостен Стордаль      | Оле Фредрик Сиверсен | Сиссель Локен | Рикке Иверсен тренер: Петер Дальман | ЧМК 2019 (4 место)                         |
| 2019—20                                                                    | Йостен Стордаль | Оле Фредрик Сиверсен | Гейр Арне Скогстад   | Сиссель Локен | Рикке Иверсен тренер: Петер Дальман | ЧМК 2020 (5 место)                         |
| Кёрлинг на колясках среди смешанных пар (wheelchair mixed doubles curling) |                 |                      |                      |               |                                     |                                            |
| 2020—21                                                                    | Рикке Иверсен   | Руне Лорентсен       |                      |               |                                     | ЧНСП 2020 (14 место)                       |
| 2021—22                                                                    | Рикке Иверсен   | Руне Лорентсен       |                      |               | тренер: Петер Дальман               | ЧМКСП 2022                                 |
| 2022—23                                                                    | Рикке Иверсен   | Руне Лорентсен       |                      |               | тренер: Elin Ingvaldsen (ЧМКСП)     | ЧНСП 2023 (6 место) ЧМКСП 2023 (14 место)  |
| 2023—24                                                                    | Рикке Иверсен   | Руне Лорентсен       |                      |               | тренер: Elin Ingvaldsen (ЧМКСП)     | ЧНСП 2024 (14 место) ЧМКСП 2024 (14 место) |

(скипы выделены полужирным шрифтом)